# La Pregona
El río La Pregona es un corto río costero del norte de España que discurre por el centro del  Principado de Asturias.
- Nacimiento: en Campullungu, en el concejo asturiano de Carreño.
- Desembocadura: en el Mar Cantábrico, en Candás.
- Longitud: 5-10 km
- Afluentes principales: no tiene
- Poblaciones que atraviesa: Candás

- Datos: Q9018841